# Zlatý míč 1996
Zlatý míč, cenu pro nejlepšího fotbalistu dle mezinárodního panelu sportovních novinářů, v roce 1996 získal německý fotbalista Matthias Sammer z Borussie Dortmund. Šlo o 41. ročník ankety, organizoval ho časopis France Football a výsledky určili sportovní publicisté z 51 zemí Evropy.

## Pořadí
| Pořadí | Jméno                | Klub                              | Země            | Body |
| ------ | -------------------- | --------------------------------- | --------------- | ---- |
| 1      | Matthias Sammer      | Borussia Dortmund                 | Německo         | 144  |
| 2      | Ronaldo              | PSV Eindhoven FC Barcelona        | Brazílie        | 143  |
| 3      | Alan Shearer         | Blackburn Rovers Newcastle United | Anglie          | 107  |
| 4      | Alessandro Del Piero | Juventus                          | Itálie          | 69   |
| 5      | Jürgen Klinsmann     | Bayern Mnichov                    | Německo         | 60   |
| 6      | Davor Šuker          | FC Sevilla Real Madrid            | Chorvatsko      | 38   |
| 7      | Eric Cantona         | Manchester United                 | Francie         | 24   |
| 8      | Marcel Desailly      | AC Milán                          | Francie · Ghana | 22   |
| 9      | Youri Djorkaeff      | Paris Saint-Germain Inter Milán   | Francie         | 20   |
| 10     | Karel Poborský       | Slavia Praha Manchester United    | Česko           | 15   |
| 11     | Nwankwo Kanu         | Ajax Inter Milán                  | Nigérie         | 14   |
| 12     | George Weah          | AC Milán                          | Libérie         | 13   |
| 13     | Alen Bokšić          | Lazio Řím Juventus                | Chorvatsko      | 12   |
| 13     | Gabriel Batistuta    | Fiorentina                        | Argentina       | 12   |
| 13     | Andreas Köpke        | Eintracht Frankfurt Marseille     | Německo         | 12   |
| 16     | Fabrizio Ravanelli   | Juventus Middlesbrough            | Itálie          | 9    |
| 16     | Predrag Mijatović    | Valencie Real Madrid              | Jugoslávie      | 9    |
| 18     | Didier Deschamps     | Juventus                          | Francie         | 8    |
| 19     | Kubilay Türkyilmaz   | Grasshopper Curych                | Švýcarsko       | 5    |
| 20     | David Seaman         | Arsenal                           | Anglie          | 4    |
| 20     | Raúl                 | Real Madrid                       | Španělsko       | 4    |
| 22     | Paolo Maldini        | AC Milán                          | Itálie          | 3    |
| 22     | Christian Ziege      | Bayern Mnichov                    | Německo         | 3    |
| 22     | Patrik Berger        | Borussia Dortmund Liverpool       | Česko           | 3    |
| 22     | Trifon Ivanov        | Rapid Vídeň                       | Bulharsko       | 3    |
| 26     | Radek Bejbl          | Slavia Praha Atlético Madrid      | Česko           | 2    |
| 26     | Rui Costa            | Fiorentina                        | Portugalsko     | 2    |
| 28     | Ronald de Boer       | Ajax                              | Nizozemsko      | 1    |
| 28     | Luís Figo            | Barcelona                         | Portugalsko     | 1    |
| 28     | Brian Laudrup        | Rangers                           | Dánsko          | 1    |
| 28     | Sergi                | Barcelona                         | Španělsko       | 1    |
| 28     | Zinédine Zidane      | Bordeaux Juventus                 | Francie         | 1    |

Tito hráči byli rovněž nominováni, ale nedostali žádný hlas: Oliver Bierhoff, Laurent Blanc, Zvonimir Boban, Enrico Chiesa, Edgar Davids, Robbie Fowler, Thomas Helmer, Bernard Lama, Jari Litmanen, Andreas Möller, Pavel Nedvěd, Jay-Jay Okocha, Raí, Dejan Savićević, Mehmet Scholl, Diego Simeone, Gianluca Vialli a Javier Zanetti.